# Ustanciosporium dichromenae
Ustanciosporium dichromenae är en svampart som först beskrevs av Henn., och fick sitt nu gällande namn av M. Piepenbr. 2003. Ustanciosporium dichromenae ingår i släktet Ustanciosporium och familjen Anthracoideaceae.   Inga underarter finns listade i Catalogue of Life.